# Eva Kulovaná
Eva Kulovaná (* 28. Oktober 1987 in Třebíč) ist eine tschechische Schachmeisterin.

## Karriere
Kulovaná wurde 2007 zur Internationalen Meisterin der Frauen (WIM) ernannt, die Normen hatte sie im Juli 2006 beim REDA-Turnier in Brünn, beim DS-Turnier im Juli 2007 am gleichen Ort und im August 2007 beim Olomouc Summer in Olmütz erfüllt. Im Jahr 2008 folgte die Ernennung zur Großmeisterin der Frauen (WGM), nachdem sie im Juli 2007 beim DS-Turnier im Brno, im November 2007 bei der Mannschaftseuropameisterschaft der Frauen in Iraklio und in der Saison 2007/08 der deutschen Frauenbundesliga die erforderlichen Normen erfüllte.
Kulovaná siegte oder belegte vordere Plätze in mehreren Turnieren: 1. Platz bei der U10-Meisterschaft Tschechiens (Mädchen) (1997), zweimal 1. Platz bei der U12-Meisterschaft Tschechiens (Mädchen) (1998, 1999), 1. Platz bei der U14-Meisterschaft Tschechiens (Mädchen) (2001), 3. Platz beim Reda-Turnier in Brünn (2006), 1. Platz bei der U20-Meisterschaft Tschechiens (Mädchen) (2006), 2. Platz beim DS-Turnier in Brünn (2007) und 3.–4. Platz beim Duras-A-IM-Turnier in Brünn (2008).
Für Tschechien spielte sie bei den Schacholympiaden der Frauen 2008, 2010 und 2012 sowie bei den Mannschaftseuropameisterschaften der Frauen 2005, 2007, 2009, 2011, 2013 und 2015. Kulovaná gewann 2006 die tschechische Einzelmeisterschaft der Frauen, einmal wurde sie Zweite, zweimal Dritte.
In der tschechischen Extraliga spielte sie in der Saison 2007/08 für A64 Valoz Grygov und in der Saison 2009/10 für den ŠK Duras BVK - Královo Pole; in der Saison 2016/17 spielt Kulovaná für den ŠK Lokomotiva Brno, in der deutschen Frauenbundesliga spielt sie seit 2007 für den SK Großlehna.
Mit ihrer besten Elo-Zahl von 2362 im Mai 2010 belegte Kulovaná den 99. Platz der FIDE-Weltrangliste der Frauen und den zweiten Platz der tschechischen Frauenrangliste.